# Guebwiller
Guebwiller (německy:Gebweiler a alsasky Gawiller) je francouzské město v departementu Haut-Rhin v regionu Grand Est.

## Geografie
Guebwiller leží 23 km severozápadně od města Mulhouse, 18 km severovýchodně od Thann a 25 km jihozápadně od Colmaru u paty pohoří Vosges a na počátku údolí Florival. Grand Ballon, nejvyšší vrchol pohoří Vogéz, se nachází 8 km na východ od města.
Město sousedí s obcemi: Bergholtz, Bergholtz-Zell, Buhl, Rimbach-près-Guebwiller, Issenheim, Jungholtz a Soultz-Haut-Rhin.

## Historie
Město je poprvé zmiňováno v darovací listině v souvislosti s klášterem Murbach roku 774 pod jménem GEBUNVILLARE. Středověké město se formovalo během 12. století kolem kostela Saint-Léger a château du Burgstall. Hradby byly postaveny mezi lety 1270 a 1287. Guebwiller, prosperující centrum knížectví Murbach, mělo roku 1394 1350 obyvatel.

## Vývoj počtu obyvatel
Počet obyvatel

## Památky a muzea

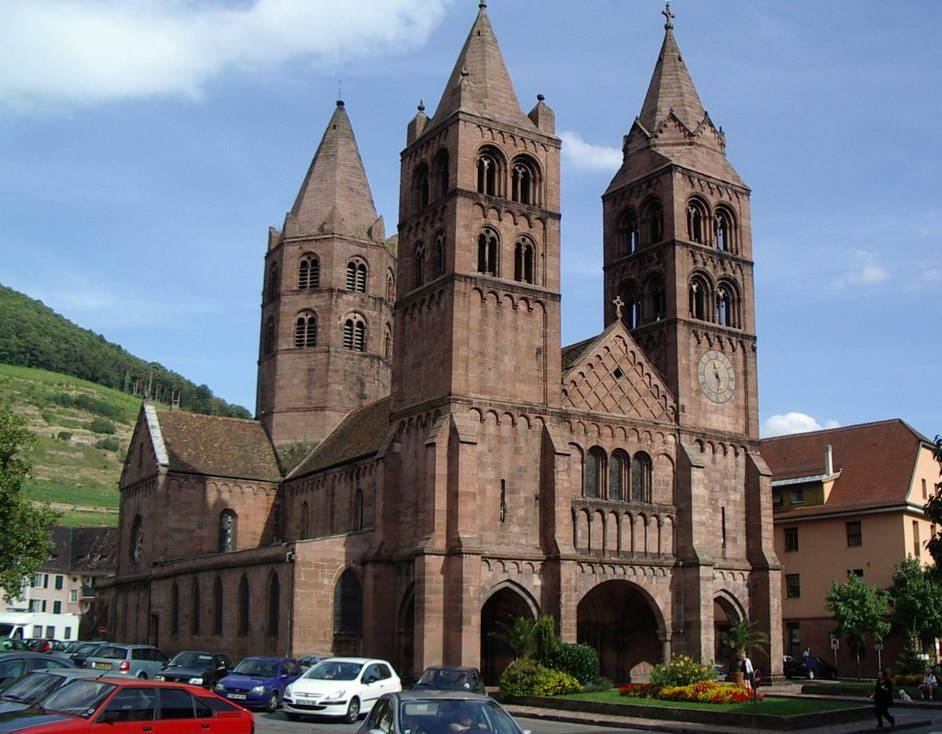
Kostel Saint-Léger

- Kostel Saint-Léger z 12.- 13. století
- Dominikánský klášter
- Kostel Notre-Dame
- Radnice postavená ve stylu plaménkové gotiky
- Ruiny Château du Hugstein
- Ruiny château du Burgstall
- Muzeum Florivalu (sbírka keramika Decka)

## Slavní obyvatelé města
- François Joseph Rudler, právník
- Théodore Deck, keramik
- Andreas Bauer, františkánský misionář
- Charles Hueber, politik
- Alfred Kastler, fyzik
- Jean Schlumberger, spisovatel

## Vzdělávání
Ve městě je pět mateřských a stejný počet základních škol.
- Institut Médico Educatif Saint Joseph
- Gymnázium Mathiase Grinewalda
- Lyceum Alfreda Kastlera
- Lyceum Theodora Decka
- Lyceum Josepha Storcka